# Oblast' di Mosca al Turkvision Song Contest
L'oblast' di Mosca ha partecipato a 2 edizioni del Turkvision Song Contest a partire dal 2014, e il canale che cura le varie partecipazioni è la VGTRK. Si ritirano nel 2015 per tornare poi nel 2017.

## Partecipazioni
- Primo posto
- Secondo posto
- Terzo posto
- Ultimo posto

| Anno                            | Artista           | Canzone                   | Posizione           | Punti               | Note                |
| ------------------------------- | ----------------- | ------------------------- | ------------------- | ------------------- | ------------------- |
| Nessuna partecipazione nel 2013 |                   |                           |                     |                     |                     |
| 2014                            | Kazan World       | "Sine kötäm" (Сине көтәм) | 12                  | 170                 |                     |
| Nessuna partecipazione nel 2015 |                   |                           |                     |                     |                     |
| 2017                            | Zülhiza İlbakova  | Edizione cancellata       | Edizione cancellata | Edizione cancellata | Edizione cancellata |
| 2020                            | Vol'ha Šimanskaja | Hadi Gel                  | 9                   | 186                 |                     |